# 彼得·诺格利
彼得·诺格利（德語：Peter Nogly，1947年1月14日—），德国前男子足球运动员，场上位置是中场。他曾代表西德国家队参加1976年欧洲足球锦标赛，结果队伍获得亚军。